# FLUX – goldener Verkehrsknoten
FLUX – goldener Verkehrsknoten ist ein in der Schweiz verliehener Preis. Mit diesem werden Verkehrsknoten des öffentlichen Verkehrs ausgezeichnet, welche sowohl aus Sicht der Kunden als auch aus betrieblicher und gestalterischer Sicht überzeugen. Verliehen wird der Preis von der PostAuto Schweiz AG (Trägerschaft) und vom Verband öffentlicher Verkehr (Patronat).

## Der Preis
FLUX ist ein nationaler Preis und wurde erstmals 2007 verliehen. Für die Selektion des Gewinners wird eine Fachjury beigezogen. Diese nominiert jährlich jene Projekte, die mit dem FLUX ausgezeichnet werden könnten und bestimmt nach vordefinierten Beurteilungskriterien unabhängig und neutral über das Gewinnerprojekt.
Mit dem FLUX können in der Schweiz geplante oder realisierte Projekte ausgezeichnet werden, die entweder bereits realisiert und innerhalb der letzten fünf Jahre entstanden oder derzeit in Planung sind.

## Preisträger
- 2007: Bahnhof Visp (markante Verbesserung der Umsteigebeziehungen durch Neukonzeption und Ausbau)
- 2008: Bahnhof Baden (Schaffung von hohem wirtschaftlichen Potenzial an Verkehrsknoten durch bauliche Verdichtung)
- 2009: Bahnhof Frauenfeld (markante Verbesserungen im Bereich der kombinierten Mobilität, insbesondere Bike+Ride)
- 2010: Bahnhof Horgen (Neuordnung der Bahnhofsstrasse und des Busbahnhofs, Neubau der Veloanlage)
- 2011: Bahnhof Renens und Bahnhof Wil (Konsequente Bevorzugung des Langsamverkehrs)
- 2012: Flughafen Zürich und VBG Verkehrsbetriebe Glattal AG  (Für die herausragende Qualität der Kundeninformation und für die nahtlose Integration der Glattalbahn in das bestehende Kundeninformationssystem)
- 2013: Bahnhof Interlaken Ost
- 2014: Bahnhof Scuol / Tarasp
- 2015: Bahnhof Wallisellen
- 2016: Bahnhof Delémont
- 2017: Bahnhof Château-d'Oex
- 2018: Ittigen Papiermühle
- 2019: Bahnhof St. Gallen
- 2020: Fiesch
- 2021: Rapperswil-Jona (Sonderpreis: Grindelwald Terminal)
- 2022: Genf, Bahnhof Eaux-Vives
- 2023: Bellinzona
- 2024: Bulle